# Pujali
Pujali é uma cidade e um município no distrito de South 24 Parganas, no estado indiano de Bengala Ocidental.

## Geografia
Pujali está localizada a 22° 28′ 04″ N, 88° 08′ 43″ L. Tem uma altitude média de 9 metros (19 pés).

## Demografia
Segundo o censo de 2001, Pujali tinha uma população de 33 863 habitantes. Os indivíduos do sexo masculino constituem 52% da população e os do sexo feminino 48%. Pujali tem uma taxa de literacia de 61%, superior à média nacional de 59,5%: a literacia no sexo masculino é de 68% e no sexo feminino é de 55%. Em Pujali, 13% da população está abaixo dos 6 anos de idade.